# Londonderry (condado de Rockingham)
Londonderry es un lugar designado por el censo ubicado en el condado de Rockingham en el estado estadounidense de Nuevo Hampshire. En el Censo de 2010 tenía una población de 11.037 habitantes y una densidad poblacional de 345,59 personas por km².

## Geografía
Londonderry se encuentra ubicado en las coordenadas 42°51′12″N 71°21′45″O / 42.85333, -71.36250. Según la Oficina del Censo de los Estados Unidos, Londonderry tiene una superficie total de 31.94 km², de la cual 31.87 km² corresponden a tierra firme y (0.19%) 0.06 km² es agua.

## Demografía
Según el censo de 2010, había 11.037 personas residiendo en Londonderry. La densidad de población era de 345,59 hab./km². De los 11.037 habitantes, Londonderry estaba compuesto por el 95.76% blancos, el 0.8% eran afroamericanos, el 0.06% eran amerindios, el 1.51% eran asiáticos, el 0.03% eran isleños del Pacífico, el 0.48% eran de otras razas y el 1.36% pertenecían a dos o más razas. Del total de la población el 2.52% eran hispanos o latinos de cualquier raza.